# Eric Pinoie
Eric Pinoie (Harelbeke, 4 januari 1943 - 16 september 2014) was een Belgisch senator en burgemeester van Harelbeke voor de sp.a.

## Levensloop
Eric Pinoie werd beroepshalve onderwijzer en was van 1977 tot 1983 ook kabinetsmedewerker van verschillende nationale en gemeenschapsministers.
In 1983 nam hij ontslag als kabinetsmedewerker om gemeenteraadslid van Harelbeke te worden, wat hij bleef tot in 2006. Van 1983 tot 1984 was hij er eerste schepen en na het overlijden van Marc Bourry nam hij van 1984 tot 1988 over als burgemeester. Van 1995 tot 2003 werd hij aangesteld als schepen.
Ook in de nationale politiek werd hij actief. In 1985 kwam hij namens de SP voor het eerst op bij de federale verkiezingen, maar werd niet verkozen. Hij werd wel gecoöpteerd senator in de Senaat en bleef dit tot in 1987. Vervolgens was hij rechtstreeks verkozen senator van 1987 tot 1999, van 1987 tot 1995 voor het arrondissement Kortrijk-Ieper en van 1995 tot 1999 voor het Nederlandse kiescollege. Tevens was hij van 1990 tot 1992 plaatsvervangend lid naar de Raadgevende Interparlementaire Beneluxraad.
In de periode februari 1988-mei 1995 had hij als gevolg van het toen bestaande dubbelmandaat ook zitting in de Vlaamse Raad. De Vlaamse Raad was vanaf 21 oktober 1980 de opvolger van de Cultuurraad voor de Nederlandse Cultuurgemeenschap, die op 7 december 1971 werd geïnstalleerd, en was de voorloper van het huidige Vlaams Parlement. Van januari 1992 tot januari 1994 maakte hij als vierde ondervoorzitter deel uit van het Bureau (dagelijks bestuur) van de Vlaamse Raad.
Nadat Pinoie de nationale politiek verliet, werd hij op 9 juni 1999 benoemd tot officier in de Leopoldsorde.